# Felix Herngren

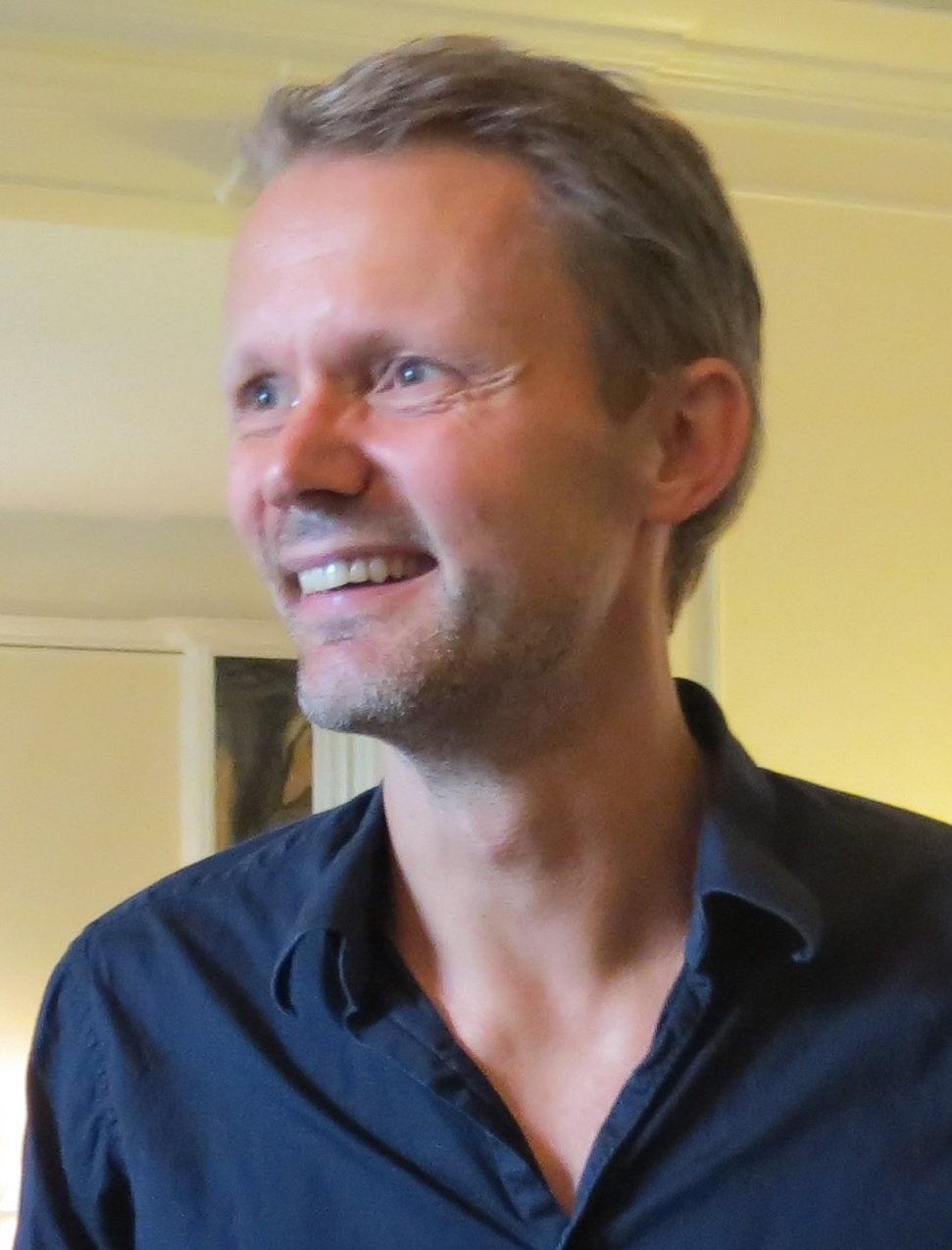
Felix Herngren 2012.

Felix Tobias Herngren, född 4 februari 1967 i Oscars församling i Stockholm, är en svensk reklam- och långfilmsregissör, författare, komiker och skådespelare.

## Karriär
Felix Herngren började enligt egen utsaga skådespela i radioteater i P1 och P2 på 1970- och 80-talet, vilket berodde på att han gick på teaterskola på Vår teater som låg vägg i vägg med Sveriges Radio. Han började sin filmkarriär i slutet på 1980-talet. Han producerade bland annat musikvideon för Tomas di Levas hitlåt Dansa din djävul år 1988. År 1990 debuterade han som TV-skådespelare i humorserien Smash. År 1992 började han även arbeta med ståuppkomik pådriven av Bertil Goldberg.
Felix Herngren är en av skaparna av TV-serien Solsidan som sågs av över 2 miljoner tittare per avsnitt. Förutom att han själv spelar en av huvudrollerna har han också skrivit manus, regisserat och producerat serien, tillsammans med andra. 
Han har även skrivit manus, regisserat och spelat huvudroll i filmerna Varannan vecka och Vuxna människor. 
Felix Herngren är även en av skaparna till TV-serien Bonusfamiljen på SVT som han skapat tillsammans med sin fru Clara Byström Herngren och syster Moa Herngren.  Serien har vunnit pris på både Kristallen och Riagalan samt sålts till USA för en remake. 
Han har regisserat hundratals reklamfilmer, många av dem prisbelönta, bland annat reklamfilmsserien för ATG om Vinnie the Dreamer. Felix Herngren har utsetts till världens femte bäste reklamfilmsregissör av The Gunn Report.
Herngren har bland annat blivit uppmärksammad för sina insatser som rollfiguren kulturpersonen Dan Bäckman, polisen Papi Raul och Tim Hibbins som bryter på engelska. Han slog igenom för en större publik när han gjorde sketcher för pratshowen Sen kväll med Luuk. Han gör även en röst som Buzz i tv-spelet Buzz. År 2004 hade han ett uppskattat Sommarprogram där han berättade om sin relation till sina karaktärer och kollegor, där såväl Dan Bäckman som Papi Raul förekommer.
Felix Herngren driver produktionsbolaget FLX som producerar reklamfilm, långfilm och TV. FLX representerar regissörerna Johan Rheborg, Tova Magnusson, Bill Schumacher, Michael Lindgren, Niclas Carlsson och brodern Måns Herngren. 
Sedan 2021 är Herngren panelmedlem i Masked Singer Sverige.

### Papi Raul
Polisen Papi Raul sågs först i humorprogrammet Tommy på duken och efterföljande studioversion av programmet i ZTV, först under namnet Tommy Lindström, senare som bara Papi. En betydligt rumsrenare version kallad Papi Raul blev sedan en av bifigurerna i talkshowen Sen kväll med Luuk, men försvann år 1998. Papi Raul återkom i samband med Barn 2000-galan och i Sputnik. Papi Raul har en småbarnsliknande, gapig röst.
År 1998 gavs det ut en VHS med Papi Raul – Definitivt Papi Raul.

## Namn
Herngren lade till förnamnet Felix i sjuårsåldern efter att tidigare kallats Tobias. Skälet till namntillägget var att han, som tidigt var ateist, fått veta att namnet Tobias på hebreiska betyder "Gud är god". Till namnet Felix inspirerades han av författaren Jan Lööfs seriefigur med samma namn.

## Familj
Felix Herngren är son till Lars Evert Herngren och Kajsa Birgitta, född Elmstedt. Han är yngre bror till regissören Måns Herngren och äldre bror till frilansjournalisten och TV-producenten Moa Herngren. 
Herngren har sex barn från två äktenskap. Första äktenskapet varade mellan 1990 och 2003 med Jenny Myrberg (född 1965), dotter till Gunilla Myrberg, och sedan 2005 är han omgift med Clara Byström Herngren.
Felix och Clara Herngrens dotter Iris Herngren (född 2011) har medverkat i TV-serien Solsidan på TV4 och även filmen med samma namn i rollen som dottern Wilma. Hon har även medverkat i filmen Hundraåringen som klev ut genom fönstret och försvann. Hon medverkar i Netflix-serien Störst av allt i rollen som Lina Norberg, lillasyster till Maria "Maja" Norberg (spelad av Hanna Ardéhn).

## Priser och utmärkelser
- 2018 – Karamelodiktstipendiet "för att han med gediget konstnärskap visat en absolut känsla för komiskt finlir genom bland annat skapelser från Bert – den sista oskulden och Adam och Eva till Vuxna människor och hundraåringar på Solsidan. Karaktärer som Papi Raul och Dan Bäckman har dessutom envist trängt sig på var och en av oss på ett retfullt roande sätt."

## Filmografi (i urval)

### Som skådespelare
- 1990 – S*M*A*S*H (TV-serie) (åtta avsnitt)
- 1995 – Bert – den siste oskulden
- 1996–2001 – Sen kväll med Luuk (TV-serie)
- 1997 – Adam & Eva
- 1997 – Pentagon (TV-serie) (sju avsnitt)
- 1999 – Vuxna människor
- 2000 – Naken
- 2001 – Pangbulle (TV-serie)
- 2003–2004 – Sen kväll med Luuk (TV-serie)
- 2004 – Torkel i knipa (röst)
- 2006 – Varannan vecka
- 2007 – Sverige dansar och ler (TV-serie)
- 2007 – Sverige pussas och kramas (TV-serie)
- 2007 – Hjälp! (TV-serie)
- 2010 – Solsidan (TV-serie)
- 2013 – SNN News (TV-serie) (ett avsnitt)
- 2011–2015 – Partaj (Kanal 5) (TV-serie) (ett avsnitt)
- 2017 – Småstaden (TV-serie)
- 2017 – Solsidan (film)
- 2017 – Gordon & Paddy (röst)
- 2019 – Vår tid är nu (TV-serie)
- 2022 – Vuxna människor (TV-serie)

### Som regissör
- 1999 – Vuxna människor
- 2006 – Varannan vecka
- 2010 – Solsidan (TV-serie)
- 2013 – Hundraåringen som klev ut genom fönstret och försvann
- 2014 – Taxi (TV-serie)
- 2014 – Torpederna (TV-serie)
- 2016 – Hundraettåringen som smet från notan och försvann
- 2017–2021 – Bonusfamiljen (TV-serie)
- 2017 – Enkelstöten (TV-serie)
- 2017 – Solsidan (film)
- 2018 – Sjölyckan (TV-serie)
- 2018 – Andra åket[20]
- 2020 – Dag för dag
- 2021 – Folk med ångest (TV-serie)
- 2022 – Länge leve bonusfamiljen
- 2022 – Vuxna människor (TV-serie)
- 2023 – Jana – Märkta för livet (TV-serie)

### Som sig själv
- 2006 – Parlamentet (TV-serie)
- 2006 – Extra! Extra! (TV-serie)
- 2007 – Sanningen bakom (TV-serie)
- 2008 – Det sociala spelet (TV-serie)
- 2009 – Hjälp! (TV-serie)
- 2009 – Vem kan slå Filip och Fredrik (TV-serie)
- 2010–2016 – Felix stör en ingenjör (TV-serie)
- 2014 – Inte OK (TV-serie)
- 2017 – Tillsammans med Strömstedts (TV-serie)
- 2021 – Masked Singer (TV-serie)
- 2024 – Ufo-mysteriet med Felix Herngren (TV-serie)
- 2024 – Race Across the World Sverige (TV-serie)

### Övrigt
- 1997 – Beck – Mannen med ikonerna (filmklippning)